# Gøta kommun
För andra betydelser, se Göta.
Gøta kommun (färöiska: Gøtu kommuna, danska: Gøte Kommune) var en kommun på ön Eysturoy i Färöarna, som sedan 2009 ingår i Eysturkommuna.
Huvudorten i Gøta kommun var Norðragøta, som ibland kallas endast Gøta och, förutom huvudorten, fanns även de tre andra byarna: Gøtueiði, Gøtugjógv och Syðrugøta.

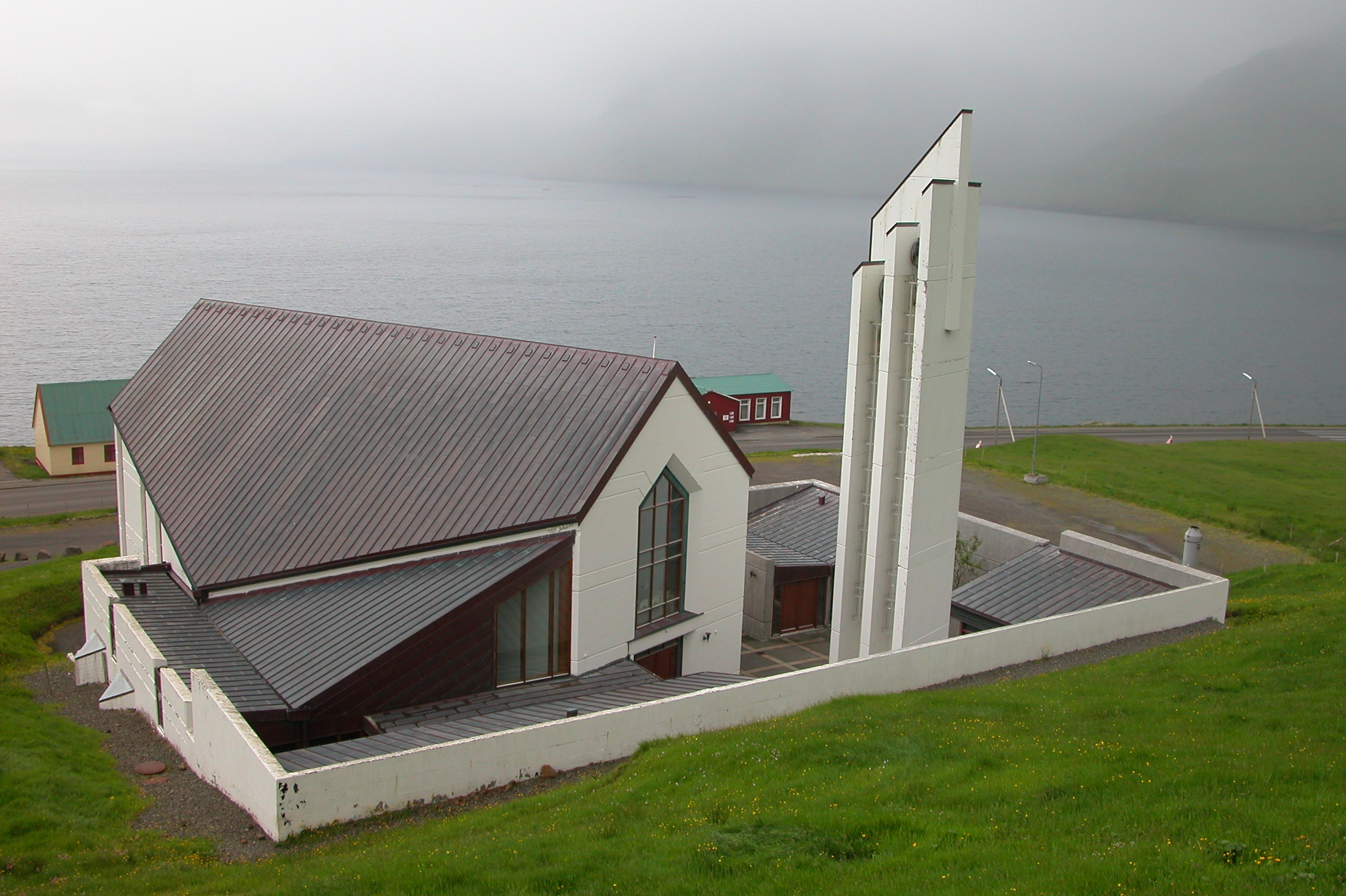
Gøta kyrka (Gøtu kirkja), Gøtugjógv.